# Neptunusfontein (Olomouc)
De Neptunusfontein (Tsjechisch: Neptunova kašna en Duits: Neptunbrunnen) is een barokke fontein op het Dolní náměstí (Benedenplein) in de Tsjechische stad Olomouc. De fontein is gebouwd op de plek waar eerder de Sint-Margrietkapel (kaple svaté Markéty) had gestaan. De Neptunusfontein is gemaakt door Michael Mandík en Václav Schüller en is, klaar gekomen in 1683, de oudste van de barokke fonteinen in Olomouc. Beeldhouwer Mandík heeft de beeldengroep van Neptunus gemaakt en steenhouwer Schüller het bassin en de trappen. Het is samen met de andere barokke fonteinen (Herculesfontein, Jupiterfontein, Tritonenfontein, Mercuriusfontein en Caesarfontein) en de twee pestzuilen (Zuil van de Heilige Drie-eenheid en Mariazuil) sinds 1995 een nationaal cultureel monument.